# Luna (matematika)
Luna je v geometriji ena od dveh oblik, ki izgledata kot polmesec.
Izraz luna izhaja iz latinske besede, ki pomeni mesec.

## Ravninska geometrija
V ravninski geometriji je luna konkavno-konveksno območje, omejeno z dvema krožnima lokoma. V nasprotju s tem se konveksno-konveksno območje imenuje leča.
Luna je relativni komplement enega kroga v drugem. Če sta A in B kroga, potem je luna {\displaystyle L=A-A\cap B}.
| |  |  |
| |  |  |
| V ravninski geometriji se oblika polmeseca, ki nastane iz dveh sekajočih se krožnic imenuje luna (v sivi barvi). Na vsaki sliki sta dve luni, od katerih je samo ena osenčena. |  |  |

## Sferna geometrija
V sferni geometriji je luna območje na sferi, ki je omejeno z dvema polovicama velikega kroga. Imenuje se dvokotnik. Veliki krog je največja možna krožnica na sferi. Vsak veliki krog deli površino sfere na dve enaki polovici. Dva velika kroga se vedno sekata na dveh točkah, ki sta na nasprotnih polih.